# 脂类组学

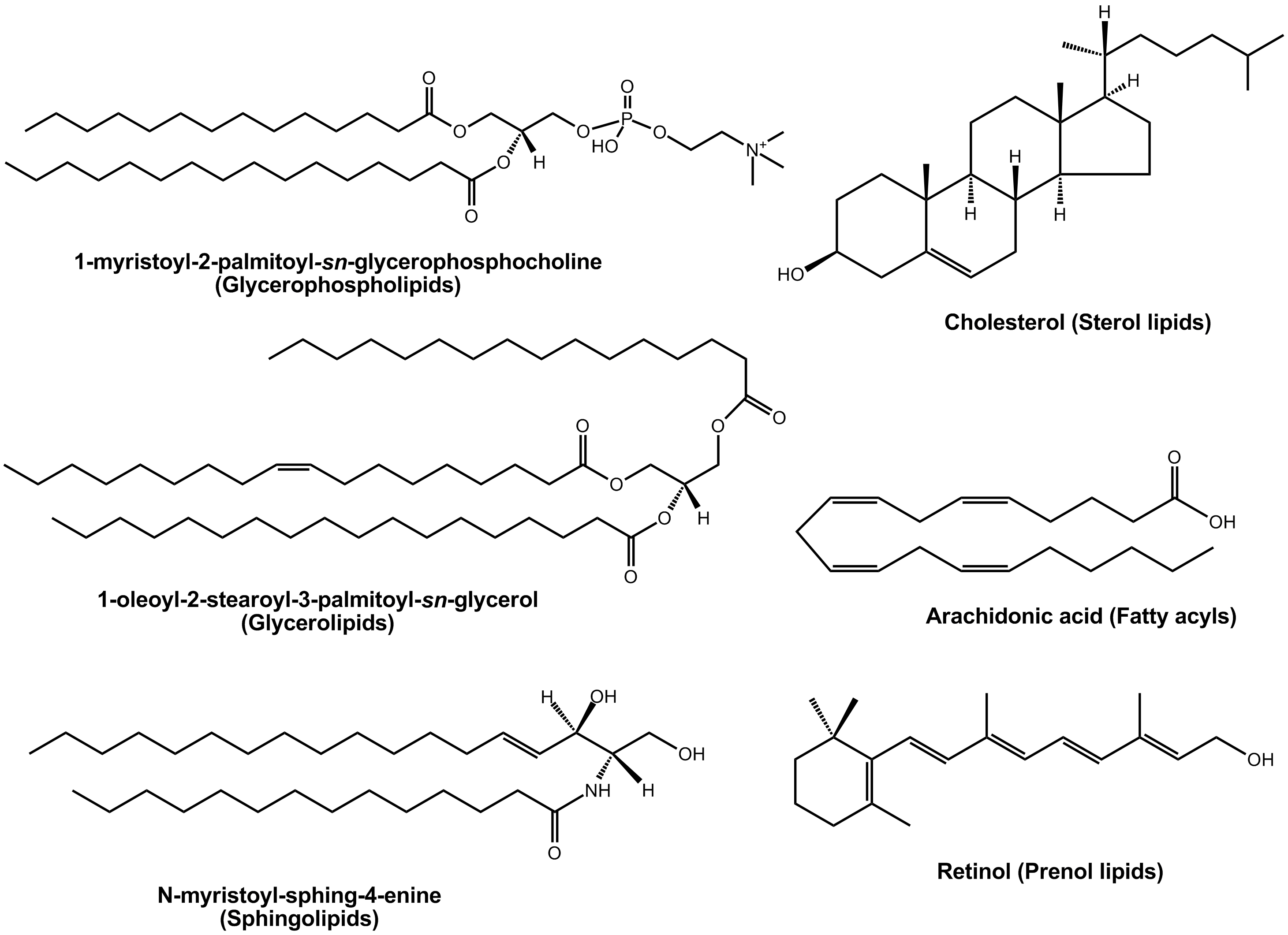
各種脂類的例子。

脂类组学（英語：Lipidomics）是生物系统中细胞脂类途径和网络的大规模研究。“脂类组（Lipidome）”一词用于描述细胞，组织，生物或生态系统中的完整脂类谱， 是“代谢物组（Metabolome）”的一个子集，其中还包括其他三大类生物分子：蛋白质/氨基酸，糖类和核酸。脂类组学是一个相对较新的研究领域，它受到质谱法（MS），核磁共振波谱法（NMR），荧光光谱，双极化干涉测量，和计算方法等技术的快速发展的推动，并且结合到脂类在许多代谢疾病中的角色的认识，例如肥胖症，动脉粥样硬化，中风，高血压和糖尿病等。这个迅速扩大的领域补充了在基因组学和蛋白质组学方面取得的巨大进步，所有这些都构成了系统生物学的家族。
脂类组学研究涉及数千种细胞脂类分子种类的鉴定和定量及其与其他脂类，蛋白质和其他代谢物的相互作用。脂类组学研究人员检查细胞脂类的结构，功能，相互作用和动力学以及系统摄动过程中发生的变化。
韩贤林(Han, Xianlin)和Gross等首先通过将脂类分子种类中固有的特定化学性质与综合质谱方法相结合，首先定义了脂类组学领域。 虽然脂类组学属于更广泛的“代谢物组学”（Metabolomics）领域，但由于脂类相对于其他代谢物的独特性和功能特异性，脂类组学本身就是一门独特的学科。
在脂类组学研究中，大量定量描述不同脂类分子种类的含量和组成的空间和时间变化的信息通过改变其生理或病理状态而造成细胞摄动后累积。 从这些研究中获得的信息促进了对细胞功能变化的机理性认识。 因此，脂类组学研究通过鉴定细胞脂类代谢，运输和体内平衡的改变，在定义脂类相关疾病过程的生物化学机制方面发挥重要作用。对脂类研究的关注也从美国NIH资助的"脂类代谢途径研究计划"（LIPID MAPS Consortium （页面存档备份，存于））的倡议，和欧洲脂类组学倡议（ELIfe），和日本政府资助的脂类库(Lipid Bank) （LipidBank （页面存档备份，存于））等计划中看出。

## 脂類的結構多樣性
脂類是一組多樣化且普遍存在的化合物，具有許多關鍵的生物學功能，例如作為細胞膜的結構成分、作為能量儲存來源和參與訊號傳導途徑。 脂類可以廣義地定義為疏水性或两亲分子小分子，其完全或部分源自於兩種不同類型的生化亞基或「構件」：酮醯基(ketoacyl)基團，和異戊二烯基團。 脂類中發現的巨大結構多樣性源自於這些結構單元的各種組合的生物合成。 例如，甘油磷脂由甘油主鏈組成，該甘油主鏈連接到大約10個可能的頭基之一以及2個脂肪酰基/烷基鏈，其又可以具有30個或更多個不同的分子結構。實際上，由於取決於細胞類型的鏈偏好以及檢測極限，並非所有可能的排列都可以通過實驗檢測到 - 儘管如此，在哺乳動物細胞中已檢測到數百種不同的甘油磷脂分子種類。

## 参阅
- 基因組學
- 蛋白质组学
- 代谢物组学
- 组学
- 结构生物学
- 系统生物学